# اروین د. یالوم
اروین دیوید یالوم (به انگلیسی: Irvin David Yalom) (متولد ۱۹۳۱، واشینگتن دی سی، ایالات متحده آمریکا)، روان‌پزشک هستی‌گرا و نویسنده آمریکایی است.

## زندگی
در سال ۱۹۵۶ در بوستون در رشته پزشکی و در سال ۱۹۶۰ در نیویورک در رشته روان‌پزشکی فارغ‌التحصیل شد و، بعد از خدمت سربازی، در سال ۱۹۶۳ استاد دانشگاه استنفورد شد. در همین دانشگاه بود که الگوی روان‌شناسی هستی گرا یا اگزیستانسیال را پایه‌گذاری کرد.
یالوم هم آثار دانشگاهی متعددی تألیف کرده‌است و هم چند رمان موفق دارد. او جایزه انجمن روان‌پزشکی آمریکا را در سال ۲۰۰۲ دریافت کرد، اما بیشتر به عنوان نویسنده رمان‌های روانشناختی، به ویژه رمان مشهور وقتی نیچه گریست شهرت دارد.

## آثار داستانی
- (۱۹۷۴) هر روز یک قدم نزدیکتر با ترجمه ایمان صحاف قانع و کاملیا نجفی چاپ شده‌است
- (۱۹۸۹) جلاد عشق و دیگر داستان‌های روان درمانی
- (۱۹۹۲) وقتی نیچه گریست[۲] (ابتدا با نام «و نیچه گریه کرد» توسط مهشید میرمعزی در سال ۱۳۸۱ ترجمه و توسط نشر نی انتشار یافت و پس از آن در سال ۱۳۸۵ با ترجمه سپیده حبیب از سوی انتشارات کاروان منتشر شد) در سال ۱۳۹۷ با ترجمه امیر علیجان پور از سوی انتشارات آوای مکتوب نیز منتشر شده‌است.
- (۱۹۹۶) دروغگویی روی مبل
- (۱۹۹۹) مامان و معنی زندگی[۳]
- (۲۰۰۵) درمان شوپنهاور (ترجمه: مرجان معتمد حسینی، نشر نوای مکتوب ۱۳۹۶)[۴] (ترجمه: سپیده حبیب، نشر قطره)
- (۲۰۰۴) پلیس را خبر می‌کنم (ترجمه، مصاحبه و تألیف برخی از بخش‌ها با نظارت نویسنده: مرجان معتمد حسینی، نشر نوای مکتوب ۱۳۹۶)[۵]
- (۲۰۱۲) مسئلهٔ اسپینوزا
- (۲۰۱۵) خلق‌شدگان در یک روز و داستان‌های روان‌درمانی دیگر که در زمستان ۱۳۹۴ توسط نرگس خوزان ترجمه و به وسیله انتشارات قطره به چاپ رسید[۶] و همچنین با عنوان مخلوقات فانی و چند داستان روان درمانی دیگر توسط خانمها نیلوفر رحمانیان و مرجان معتمد حسینی ترجمه و توسط نشر آوای مکتوب به چاپ رسید.[۷]

## آثار غیرداستانی
- (۱۹۷۰) تئوری و عمل در روان‌درمانی گروهی، ویرایش دوم ۱۹۷۵، ویرایش پنجم ۲۰۰۵
- (۱۹۸۰) روان‌درمانی اگزیستانسیال (ترجمه سپیده حبیب، نشر نی)
- (۱۹۸۳) Inpatient Group Psychotherapy
- (۱۹۹۶) The Yalom Reader
- (۲۰۰۱) هنر درمان (نامه‌ای سرگشاده به نسل جدید روان‌درمانگران و بیمارانشان) (در سال ۱۳۸۶ با ترجمه سپیده حبیب از سوی انتشارات کاروان منتشر شد)
- (۲۰۰۸) خیره به خورشید نگریستن (غلبه بر وحشت از مرگ در سال ۱۳۹۱ توسط خانم اورانوس قطبی نژاد آسمانی به فارسی ترجمه گردید)
- (۱۹۹۷) یالوم خوانان [گلچینی از مشهورترین آثار اروین یالوم] (در سال ۱۳۹۶ با ترجمه حسین کاظمی یزدی توسط انتشارات پندار تابان منتشر شده‌است)
- من چگونه اروین یالوم شدم (۲۰۱۷) این اثر با عنوان زندگی این بود چه بهتر دوباره توسط مرجان معتمد حسینی توسط انتشارات آوای مکتوب منتشر شده‌است.[۸]
- کتاب شدم آنکه هستم؛ خاطرات یک روانپزشک نوشتهٔ اروین  د. یالوم و ترجمهٔ مهرنوش شهریاری است و نشر قطره آن را منتشر کرده است. این کتابْ خاطرات اروین یالوم، روان‌درمانگر و نویسندهٔ مشهور است.
- مسئله مرگ و زندگی است (A matter of death and life , 2021) این اثر در سال ۱۴۰۰ توسط نشر کتاب پارسه با ترجمهٔ زهرا ابراهیمی چاپ شده.

## سینما
- ۲۰۰۳ پرواز از مرگ - فیلم مستند
- ۲۰۰۷ وقتی نیچه گریست
- ۲۰۱۵ Yalom's cure به کارگردانی Sabine Gisiger